# Skole (hromada)
Skole – hromada miejska w rejonie stryjskim obwodu lwowskiego Ukrainy. Siedzibą hromady jest Skole.
Hromadę utworzono w 2020 roku w ramach reformy decentralizacji.

## Miejscowości hromady
W skład hromady wchodzą 1 miasto, 1 osiedle typu miejskiego i 15 wsi.

- Skole – miast, siedziba hromady
- Synowódzko Wyżne – osiedle typu miejskiego
- Dębina
- Hrebenów
- Jamielnica
- Kamionka
- Korczyn
- Korostów
- Kruszelnica
- Międzybrody
- Pobuk
- Podhorodce
- Sopot
- Synowódzko Niżne
- Truchanów
- Tyszownica
- Urycz